# Shaj (sang)
"Shaj" er en sang af den albanske sanger Arilena Ara. Den skal repræsentere Albanien ved Eurovision Song Contest 2020.